# Pero atrapesaria
Pero atrapesaria är en fjärilsart som beskrevs av Walker 1860. Pero atrapesaria ingår i släktet Pero och familjen mätare. Inga underarter finns listade i Catalogue of Life.